# Ceramaster smithi
Ceramaster smithi är en sjöstjärneart som beskrevs av Fisher 1913. Ceramaster smithi ingår i släktet Ceramaster och familjen ledsjöstjärnor. Inga underarter finns listade i Catalogue of Life.